# Jean Mermoz
Pour les articles homonymes, voir Mermoz et Archange (homonymie).
 (janvier 2014).
Si vous disposez d'ouvrages ou d'articles de référence ou si vous connaissez des sites web de qualité traitant du thème abordé ici, merci de compléter l'article en donnant les références utiles à sa vérifiabilité et en les liant à la section « Notes et références ».
Jean Mermoz, né à Aubenton (Aisne), le 9 décembre 1901 et disparu dans l'océan Atlantique le 7 décembre 1936, est un aviateur français, figure légendaire de l'Aéropostale, surnommé l'Archange.
Il est aussi un des membres fondateurs et vice-président, en 1936 du Parti social français (PSF) avec le colonel François de La Rocque, ancien président des Croix-de-Feu.

## Biographie

### Jeunesse
Jean Mermoz est le fils de Jules Mermoz (1870-1940), maître d'hôtel, et de Gabrielle Gillet dite « Mangaby » (1880-1955), qui se séparent en 1902 et divorcent en 1922. Il passe une partie de son enfance chez ses grands-parents, à Mainbressy, village des Ardennes. Alors que sa mère trouve un emploi de couturière à Charleville, il entre à l'école primaire supérieure professionnelle d'Hirson en tant que pensionnaire.
Lorsque la Première Guerre mondiale éclate, en août 1914, ses grands-parents, pris de panique, s'enfuient avec lui dans le Cantal, où il intègre le lycée de garçons d'Aurillac. Sa mère, bloquée par l'avancée des troupes allemandes, doit attendre trois années et les arrangements internationaux de 1917 pour retrouver son fils, après un rapatriement en zone non occupée, via la Suisse, pays neutre. Elle amène Jean à Paris où il est admis au lycée Voltaire avec une bourse de demi-pensionnaire. Il passe la première partie du baccalauréat en 1918, mais échoue à la seconde. Il se remet difficilement de cette déception et tombe gravement malade. Une fois guéri, il renonce à préparer le concours de l'École centrale.
En 1930, Jean Mermoz épouse Gilberte Chazottes, qui, après la mort de Jean, se remariera avec l'ingénieur René Couzinet. Ce dernier, totalement ruiné, l'assassinera le 16 décembre 1956 avant de se donner la mort,.

### Engagement dans l'armée
Le 26 juin 1920, Jean Mermoz devance l'appel sous les drapeaux et signe un engagement dans l'armée pour quatre ans. Il choisit l'aviation sur les conseils de Max Delty, un chanteur d'opérette, ami de sa mère depuis que cette dernière l'a soigné pendant la guerre. Après avoir fait ses classes au 4e régiment d'observation, il intègre le 34e régiment d'aviation du Bourget, qui lui permet de postuler à l'école d'aviation d'Istres, qu'il rejoint en octobre. Il y découvre la rudesse de la vie militaire et il est rapidement écœuré de la façon dont sont formés les pilotes, régulièrement punis de corvées fastidieuses et de brimades que leur infligent les sous-officiers pour décourager les jeunes recrues de persister à vouloir voler. Les avions sont dans un état tel que beaucoup de pilotes se tuent pendant l'entraînement. Jean Mermoz doit attendre trois mois avant de pouvoir se mettre aux commandes d'un avion. Au cours des épreuves du brevet de pilote, son moteur cale au décollage. Avec sang-froid, il laisse l'appareil s'écraser dans les arbres et s'en tire avec une jambe cassée et la mâchoire fracturée. Une autre tentative de vol se solde par un capotage lors de l'atterrissage final sur le terrain d'Orange, dû à une panne des gouvernes. Ses supérieurs lui accordent un dernier essai, qu'il réussit, obtenant son brevet le 9 février 1921 et le grade de caporal.
Il est affecté, à partir de mai 1921, à la 7e escadrille du 11e régiment de bombardement de Metz-Frescaty. Il quitte la vie de caserne et rejoint la Syrie, où la France protège son mandat contre des tribus druzes dissidentes. Il débarque à Beyrouth le 17 septembre de la même année, puis est intégré à la 54e unité de combat. Toujours volontaire pour des missions périlleuses, il tombe plusieurs fois en panne dans le désert, dont une lui impose, à lui et son mécanicien, une marche forcée de plusieurs jours en territoire rebelle. Ils sont sauvés, in-extremis et totalement déshydratés, par une colonne de méharistes. Le 24 avril 1922, il compte 600 heures de vol, en dix-huit mois. Il quitte le Proche-Orient pour revenir en France, le 3 mars 1923, décoré de la Croix de guerre des TOE (Théâtre des Opérations Extérieures) et de la médaille du Levant, en ayant découvert une civilisation millénaire qui le marque profondément.
Atteint de paludisme, il bénéficie d'un congé de longue durée, puis rejoint, le 11 juin, une unité de bombardement, le 23e régiment d'aviation, de Nancy-Essey, avant d'être finalement affecté, le 29 août, au 1er régiment de chasse, basé à Thionville, qui est ensuite absorbé, au 1er janvier 1924, par le 38e régiment d'aviation. Jean Mermoz, intégré à la 7e escadrille du 2e groupe, y renforce son dégoût pour la chose militaire, mais y gagne de grands amis pilotes, Henri Guillaumet et Victor Étienne. Disposant d'un congé libérable de trois mois, le 25 mars, il est finalement démobilisé en juin 1924, et dès lors administrativement rattaché au 33e régiment d'aviation, basé à Douai, pour d'éventuelles périodes de réserve. En août 1930, il est affecté, en tant que sous-officier de réserve, au Centre de mobilisation d'aviation no 71 de Toulouse, puis nommé sous-lieutenant de réserve, par un décret du ministère de l'Air, à la date du 7 juillet 1933 — une promotion exceptionnelle, particulièrement en temps de paix, due à la forte image nationale de Jean Mermoz. Il effectue des périodes de réserve volontaires, à la 34e escadre, au Bourget, lui permettant de se familiariser avec de nouveaux matériels militaires. Il est ensuite affecté, toujours en tant que réserviste, à la base de Toulouse-Francazal.

### Période difficile
Ne trouvant pas d'emploi auprès de compagnies aériennes, il connaît la misère, vivant de petits emplois, balayeur, gardien de nuit, manœuvre, laveur d'automobile ou copiant des adresses sur des enveloppes. Répondant à une annonce d'un journal, il participe à un film, où il reprend, le temps d'une journée, les commandes d'un chasseur Sopwith, qu'il doit écraser dans l'Oise, avec l'interprète principale du film en place arrière. Dans cette anecdote, contée par Mermoz lui-même et reprise dans nombre de ses biographies, il mentionne le titre du film comme étant, La Fille de l'air, avec Suzanne Grandais comme actrice principale. Pourtant cette célèbre comédienne était décédée dans un accident d'automobile en 1920, et aucun film de ce titre n'est sorti à cette époque. Aujourd'hui encore, le mystère reste entier sur cette séquence de cinéma. Ce n'est qu'au bout de 6 mois que la délivrance arrive pour Mermoz lorsqu'il reçoit, le 28 septembre 1924, une proposition de contrat des Lignes Latécoère, dirigées par Didier Daurat.

### Latécoère et la Compagnie Générale Aéropostale

#### Le désert
Comme tous les pilotes de la ligne, Jean Mermoz commence chez Latécoère comme mécanicien, afin de parfaire ses connaissances techniques, puis après un examen de pilotage particulièrement mouvementé, où il est vivement réprimandé par Daurat, pour avoir effectué un numéro de voltige, plutôt que le tour de piste demandé. Il est ensuite rapidement affecté en qualité de pilote, sur la ligne Toulouse-Barcelone, aux commandes de Breguet XIV, alors que la ligne, franchissant les Pyrénées est un défi permanent pour les avions de l'époque. En 1925, il assure la liaison Barcelone-Malaga et lors d'un passage à Paris, retrouve par hasard, à la terrasse d'un café, son ami Henri Guillaumet, qu'il convainc de postuler chez Latécoère. En 1926, il prend en charge le courrier sur la liaison Casablanca-Dakar, où lors de son 4e vol, le 22 mai, il perd de vue, dans la brume, l'avion de Eloi Ville, qui l'accompagne. Victime d'une casse moteur, il est contraint de se poser en bord de mer, dans une région insoumise, avec son interprète chleuh, Ataf. Après avoir marché une journée dans le vent de sable, en tentant de retrouver Cap Juby, ils se laissent finalement capturer par les Maures, afin de ne pas mourir déshydratés, ayant été contraints de boire le liquide du radiateur de l'avion. Après trois jours de captivité et de nombreux sévices, il est libéré contre une rançon de 1000 Pesetas. Atteint de sinusite et d'otite aiguës, ainsi que d'ulcère de l'estomac, à la suite de sa marche dans le désert, il bénéficie d'un congé sanitaire. Les médecins craignent le pire pour sa vie, alors que lui n'entrevoit que la menace de ne plus pouvoir voler en cas de surdité. Après deux mois de soin et de convalescence, il rejoint son poste au Maroc et retrouve ses amis, Henri Guillaumet, Marcel Reine. Trois semaines plus tard, de nouveau en panne, il échappe de justesse à des Maures, étant récupéré par l'avion de secours piloté par Éloi Ville. En octobre 1926, il retrouve Antoine de Saint-Exupéry, promu chef d'aéroplace à Cap Juby. En novembre de la même année, il sauve Éloi Ville, qui avait été contraint d'atterrir dans le désert. L'année suivante, en mars 1927, il participe, avec Guillaumet, Reine et Léon Antoine, aux recherches et au sauvetage, contre rançon, de l'équipage de l'hydravion "Uruguay", piloté par les frères Larre-Borges.
Les 10 et 11 octobre 1927, Mermoz et Élisée Négrin réussissent un vol sans escale de Toulouse à Saint-Louis du Sénégal, à bord d'un Laté 26-2R, baptisé Spirit of Montaudran, en clin d'œil au Spirit of St. Louis de Charles Lindbergh, victorieux de l'Atlantique au mois de mai de la même année. Leur but était également de concurrencer l'équipage du Breguet 19 GR, Nungesser et Coli, piloté par Dieudonné Costes et Joseph Le Brix, partis le même jour qu'eux de métropole, en vue de rallier l'Amérique du Sud. Si l'équipage de la Compagnie Latécoère réussit le pari d'arriver en premier à Dakar, leur projet secret de continuer au-dessus de l'océan échouera à la suite de la casse de l'hélice, à l'atterrissage, sur une piste en latérite ravinée. (Une autre version, affirme que le gouvernement français aurait interdit aux jeunes pilotes de faire trop de concurrence à l'équipage du Breguet). Ils ont effectué leur raid, Toulouse-Dakar, d'une distance de 4 270 kilomètres, en 23 heures et 30 minutes.

#### L'Amérique du Sud et la cordillère des Andes
En 1927, Marcel Bouilloux-Lafont, président et fondateur de la Compagnie générale aéropostale, (qui prend la suite de Pierre-Georges Latécoère après le rachat de sa Compagnie générale d'entreprises aéronautiques) envoie Mermoz, en tant que chef pilote, à Rio de Janeiro. Il embarque, le 6 novembre, de La Rochelle, à bord du paquebot Groix afin d'aller développer de nouvelles liaisons en Amérique du Sud, jusqu'en Patagonie et au Chili. Pour cela, avec l'aide de Julien Pranville, le chef d'exploitation sur place, il développe les vols de nuit, puis s'attaque à franchir un obstacle majeur, la Cordillère des Andes. Le 3 mars 1929, lors d'un vol de reconnaissance, à bord d'un prototype de Laté 25, dérivé du Laté 17 dont il a gardé l'immatriculation, F-AIEH, et en compagnie de son nouveau et fidèle mécanicien, Alexandre Collenot, ainsi que du Comte Henry de La Vaulx, Président de la Fédération aéronautique internationale (FAI), il est victime d'une première panne, minime, qui l'oblige à se poser en pleine montagne. Très vite réparé par Collenot, l'avion redécolle et se pose sans encombre au Chili. Le 9 mars suivant, pour le vol retour, sans le Comte de La Vaulx à bord, l'avion est pris dans des courants ascendants et plaqué contre le sol, cette fois avec de graves avaries mécaniques, semblant irrémédiables. Après une tentative de retour à pied à travers la montagne, les deux hommes s'escriment à réparer le Laté, durant 3 jours, alors que Mermoz élabore un plan de décollage qui devrait lui permettre de lancer son avion dans un précipice puis de rebondir à deux autres reprises sur des plateaux inférieurs, afin de réussir ainsi à garder la vitesse nécessaire au décollage. Il y parviendra, mais les durits de radiateur ayant une nouvelle fois cédé, l'obligeront à se poser en vol plané à Copiapó. Ce n'est qu'en allant récupérer les restes de l'épave de l'avion, abandonnés par l'équipage dans la montagne, que les plus sceptiques finiront par admettre l'exploit du pilote. Enfin, le 15 juillet 1929, il ouvre la ligne des Andes avec Henri Guillaumet, nouvellement arrivé sur le continent, et à qui il laissera la succession des vols sur la Cordillère, alors qu'il est rappelé en France pour procéder aux essais d'un nouvel appareil.

#### Traversée de l'Atlantique-Sud
En mai 1930, avec le radiotélégraphiste Léopold Gimié et le navigateur Jean Dabry, il réalise d'abord, sur avion Latécoère 28, de nombreux records en circuit fermé, en vue de développer la première liaison entièrement aérienne entre la France, Dakar et l'Amérique du Sud. Mais le gouvernement ayant interdit toute tentative de survol des océans aux appareils terrestres, c'est sur un hydravion Latécoère 28.3 (un Laté 28 équipé de flotteurs) baptisé le Comte-de-la-Vaulx, en hommage à Henry de La Vaulx qui venait de disparaître tragiquement dans un accident d'avion, au New Jersey, que les 12 et 13 mai 1930, le même équipage relie d'un trait Saint-Louis à Natal au terme d'un vol de 21 heures et 10 minutes. Mermoz prouve ainsi que le courrier peut être transporté d'un continent à l'autre avec l'avion, alors que précédemment, la traversée du courrier sur l'Atlantique-Sud s'effectuait avec l'aide des navires avisos. La tentative de retour, beaucoup plus chaotique, nécessitera plus de 50 tentatives de décollages et divers renforcements des flotteurs avant d'aboutir, au mois de juillet 1930. Malheureusement, l'avion sera définitivement perdu en mer, lors du vol retour, une fuite d'huile moteur ayant contraint Mermoz à se poser dans l'océan. Après que l'équipage et le courrier furent recueillis par l'aviso le Phocée, le Comte-de-La-Vaulx finit par sombrer, à cause d'un hauban d'aile détérioré dans le choc de l'amerrissage. Quelques semaines plus tard, peu de temps après son mariage avec Gilberte Chazottes, il est victime d'un spectaculaire accident, alors qu'il teste le prototype du Laté 28.8 de grand-raid, destiné à la traversée de l'Atlantique-Nord. Ce jour-là, au-dessus de la campagne de Toulouse, alors qu'il effectue des passages de vitesse, l'appareil ne lui répond plus et se vrille en tout sens. Décidé à s'évacuer du poste de pilotage, alors que pour la première fois de sa vie, on lui a imposé un parachute, Mermoz n'arrive pas à passer ses épaules dans la trappe de secours. Il ne doit son salut qu'à la désintégration totale de l'avion, lui permettant de s'en libérer. Mais lors de sa chute, les morceaux métalliques ne cessent de déchirer la coupole de sa voile, accélérant dangereusement sa chute, jusqu'à la vitesse de 13 mètres par seconde. Comble du hasard et de la chance, il sera récupéré au sol, sans grave blessure, par un oncle de sa femme, qui passait en auto, sur la route. Il avouera après cet accident, « ce n'était pas encore l'heure ». Dans les années qui suivent, Mermoz ne cesse de tester de nouveaux appareils, toujours en vue de réaliser des raids de grande envergure, mais aussi apporter à la ligne, l'avion qui permettra le transport 100 % aérien du courrier, de Paris à Santiago du Chili. Et après la crise, qui secoue l'Aéropostale, en 1931, Mermoz vole sur la liaison Marseille-Alger, sur des hydravions CAMS des Chantiers aéro-maritimes de la Seine, essaye le De Havilland DH.88 Comet, puis le Bernard 80, avec lequel il bat le record du monde de distance, avant de capoter au décollage d'une seconde tentative avec la version 81. Et après le rachat de l'Aéropostale par Air France, ce n'est qu'en 1933 que Mermoz pourra tenter à nouveau, de traverser l'Atlantique-Sud, presque 3 ans après sa conquête. Il y arrivera finalement le 12 janvier 1933, en décollant de l'aérodrome de Paris-Le Bourget, à bord de l'avion trimoteur Couzinet 70 Arc-en-Ciel pour rallier ensuite, Buenos Aires, le 22. Mais malgré ces succès et autres records, le gouvernement et la nouvelle compagnie Air France, n'honoreront pas les commandes de plusieurs avions à la société Avions Couzinet, alors que la France se voit peu à peu dépassée par les compagnies américaines et allemandes, sur un trajet qu'elle avait pourtant ouvert. Cette nouvelle trahison sera l'un des éléments déclencheurs de l'entrée en politique de Mermoz, au sein des Croix de feu. De plus, la ligne de conduite de la compagnie, toujours en faveur des hydravions géants, alors que Mermoz, devenu inspecteur général d'Air France, milite pour les avions terrestres, plus légers et rapides, et la disparition de son fidèle mécanicien, Alexandre Collenot, avec tout l'équipage du Latécoère 301 Ville-de-Buenos Aires, le 10 février 1936, qui le marquera profondément, ne fera qu'accentuer les divergences d'opinion entre le pilote et sa hiérarchie, mais aussi avec le tout jeune ministère de l'air.
En 1935, l'aviatrice Maryse Bastié crée, à Orly, l'école « Maryse Bastié Aviation », encouragée par Jean Mermoz, qui a effectué avec elle la traversée de l'Atlantique-Sud, aller et retour.
Entre 1930 et 1936, Mermoz aura effectué vingt-trois traversées de l'Atlantique-Sud, sur des appareils aussi divers que les hydravions Latécoère 28.3, 300 et 301, Blériot 5190 Santos-Dumont, et autres appareils terrestres, Couzinet Arc-en-Ciel ou quadrimoteur Farman F.220.

### Disparition
Jean Mermoz disparaît à bord de l'hydravion quadrimoteur Latécoère 300, le Croix-du-Sud, le 7 décembre 1936 avec à son bord Alexandre Pichodou, copilote, Henri Ézan, navigateur, Edgar Cruveilher, radio, et Jean Lavidalie, mécanicien, après un premier retour à l'hydrobase de Dakar, à la suite d'un problème de réducteur du moteur, empêchant l'hélice arrière droite, de passer au grand pas. Après une réparation sommaire de la pièce défectueuse et un nouveau décollage, sous les yeux d'Henri Guillaumet, alors chef de l'hydrobase, le radio annonce régulièrement le message TVB. Puis, à 10 h 43, Cruveilher lance le dernier message en morse, depuis le Croix-du-Sud : « Coupons moteur arrière droit » ou « Avons coupé moteur arrière droit », sans aucun détail supplémentaire. Les coordonnées de position : 11°08 Nord, 22°40 Ouest.
Malgré de nombreuses recherches, on ne retrouve aucune trace de l'appareil ni de son équipage. L'hypothèse soulevée serait que le réducteur du moteur aurait finalement cassé et que l'hélice, emportée par sa vitesse de rotation, aurait fini par se détacher, sectionnant au passage la dérive de l'appareil ou une partie du fuselage, derrière laquelle courait la câblerie permettant de commander une partie de l'hydravion. Quelques jours plus tard, une rumeur annonçant la découverte de l'hydravion, flottant aux larges du Brésil, est due aux nouvelles recherches, relancées par le gouvernement brésilien sous l'insistance d'Alexandre Couzinet, alors en voyage au Brésil. Un temps, les spectacles et les cinémas arrêtent leur programme pour diffuser la nouvelle avant de se rendre à l'évidence. La disparition de Jean Mermoz est vécue en France comme une catastrophe nationale et dès le 13 décembre, soit six jours seulement après la catastrophe, Jean Mermoz, ainsi que tout l'équipage de la Croix-du-sud, est cité à l'ordre de la Nation, sur la demande du gouvernement de Léon Blum, sous la présidence d'Albert Lebrun et avec discours de Pierre Cot, ministre de l'Air.
« Sublime figure d'aviateur, d'une valeur morale et professionnelle hors pair. Créateur, aux prix d'efforts surhumains, de l'aviation commerciale transocéanique, a fait de son nom un symbole et de sa carrière une longue suite d'exploits. Allant jusqu'au bout de son entreprise, envisageant la mort avec sérénité, a mérité l'admiration générale par la grandeur de ses actes. Porté disparu avec l'équipage de la Croix-du-sud, dont il était le chef de bord. Accomplissait sa 24e traversée de l'Atlantique sur la ligne postale qu'il avait été le premier à tracer. Entre de plain-pied dans la légende et s'inscrit parmi les héros les plus purs de l'aviation française. »
Une cérémonie officielle a ensuite lieu, le 30 décembre 1936, à l'Hôtel national des Invalides,, en présence d'Édouard Daladier et de Camille Chautemps.
Jean Mermoz totalisait 8 200 heures de vol.

## Engagement politique
Après la mise en liquidation de son employeur, la Compagnie générale aéropostale en mars 1931, Mermoz se fait, comme le montre Emmanuel Chadeau, « le défenseur acharné des anciens propriétaires de la compagnie, par sentimentalité envers ses collègues navigants soudain dépourvus d'outil et d'emploi » et, dans les conflits politiques qui président à la naissance d’Air France en 1933, « considère que les soubresauts qui conduisent l'aviation marchande de l'âge aventureux vers l'âge organisé ne sont pas les conséquences normales d'une évolution économique — la concurrence allemande et américaine sur les liaisons entre l'Ancien et le Nouveau Monde —, mais le fruit d'une trahison des dirigeants ». Il adhère aux Volontaires nationaux, dont il est le porte-drapeau au défilé du 14 juillet 1935. Bientôt intégré par La Rocque aux instances dirigeantes des Croix de feu, il multiplie discours et articles dans Le Flambeau, l'organe du mouvement. Après la dissolution des ligues d'extrême-droite en juin 1936, il figure enfin au nombre des membres fondateurs du Parti social français (PSF), dont il devient vice-président, ce qui lui vaudra d'être inculpé, pour « reconstitution de ligue dissoute », que sa disparition tragique classera ensuite en non-lieu.
Dénonçant la démagogie parlementaire asservie par les intérêts particuliers, adepte du culte du chef, il est ainsi l’une des figures emblématiques de la « droite d’ordre ». Il est, cependant, tout aussi bien intégré immédiatement après sa disparition au panthéon républicain en tant que « prototype de l'homme du peuple tiré de l'anonymat par ses œuvres et son mérite »[réf. souhaitée]. Célébré de même par le régime de Vichy, il continue à être considéré comme un des héros de l'aéronautique et de l'aviation au même rang que Louis Blériot, Charles Lindbergh et Georges Guynemer.
Sa mère, Gabrielle Gillet, est nommée chevalier de la Légion d'honneur en 1952.

## Hommages

### France

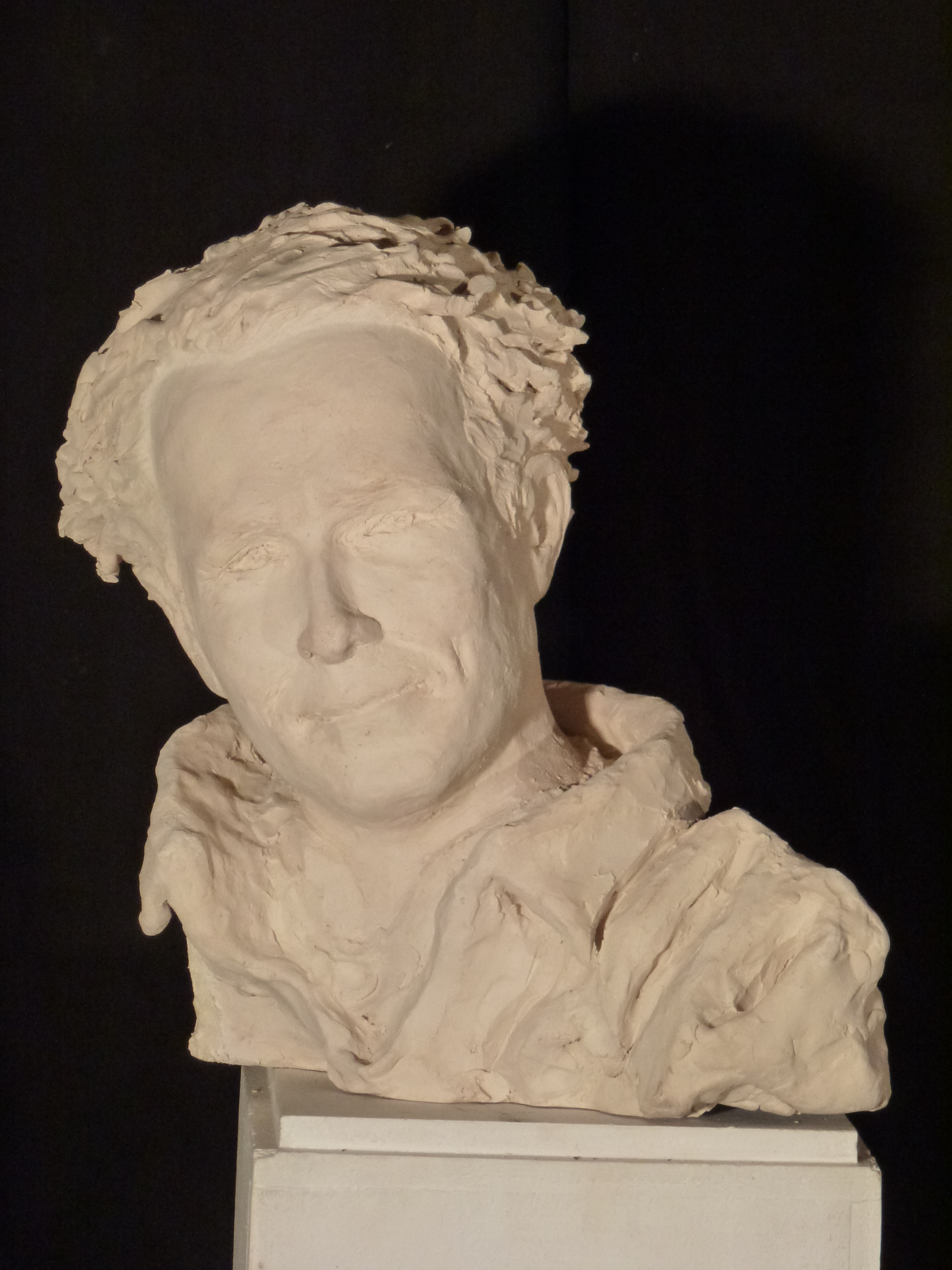
Buste de Jean Mermoz, par Délie Duparc.

- En 1923, il devient titulaire de la Croix de guerre des TOE et de la médaille du Levant avec citation à l'ordre de la division : « très bon pilote, plein d'allant et toujours volontaire pour les missions difficiles. S'est particulièrement distingué en effectuant avec succès, de nombreuses et difficiles évacuations sanitaires, au-dessus du désert de Syrie ».
- En décembre 1925, il reçoit la médaille de l'Aéro-Club de France, récompensant l'aviateur français ayant parcouru le plus de kilomètres dans l'année. 120 000 km, en 800 heures de vol.
- Il est fait chevalier de la Légion d'honneur le 9 août 1927.
- En avril 1928, il reçoit la médaille de Vermeil de l'Aéro-Club de France.
- Il est fait officier de la Légion d'honneur le 26 juillet 1930, puis commandeur le 31 mai 1934[14].
- En 1934, il est lauréat du Prix Henry Deutsch de la Meurthe de l'Académie des sports, qui récompense un fait sportif pouvant entraîner un progrès matériel, scientifique ou moral pour l'humanité.
- Le 13 décembre 1936, citation à l'ordre de la Nation.
- En sa mémoire, le 30 décembre 1936, Maryse Bastié traverse l'Atlantique-Sud, de Dakar à Natal, seule à bord d'un Caudron Simoun, baptisé Jean Mermoz, décrochant le record du monde féminin de vitesse, en effectuant la traversée en douze heures et cinq minutes.
- En 1937, trois timbres postaux, un vert-gris, un vert-jaune valant tous deux trente centimes et un lilas valant trois francs[15] sont émis à son effigie.
- Toujours en 1937, à Paris, la rue Montaigne est renommée rue Jean-Mermoz.
- Une frégate météorologique (1948-1958) a porté le nom de Mermoz (sister-ship du Le Brix).
- Un paquebot de croisière, lancé le 17 novembre 1956, aux chantiers de Penhoët, à Saint-Nazaire, et entré en service le 4 mai 1957, portait le nom de Jean-Mermoz, au sein de la compagnie Fabre Fraissinet. Réquisitionné en 1962 pour le rapatriement des troupes françaises d'Algérie, il intègre ensuite les Croisières Paquet, en janvier 1965, en perdant le prénom "Jean". Il abandonne son pavillon français en 1985, le navire étant ré-immatriculé aux Bahamas, puis il est finalement vendu en 1998 à l'armateur grec Louis Cruises où il sera rebaptisé MV Serenade (en) avant d'être vendu, dix ans plus tard, aux ferrailleurs pour démolition. D'une longueur de 161,96 mètres pour 19,76 mètres de large, le navire Mermoz disposait de 300 cabines et affichait une capacité de 682 passagers.
- L'ancien aéroport de Grenoble, fermé en 1967, s'appelait aéroport de Grenoble-Mermoz.
- Le mont Mermoz et le glacier Mermoz (désormais disparu) dans les îles Kerguelen portent son nom depuis 1961[16].
- Parmi toutes les manifestations qui ont salué en France le cinquantenaire de la disparition de Jean Mermoz, deux initiatives laisseront une trace plus durable : une plaque à l'effigie du pilote est dévoilée, le 4 décembre 1986, sur l'aéroport de Paris-Charles-de-Gaulle, par Jacques Douffiagues, ministre chargé des Transports. Quelques jours plus tard, à Aubenton, où est né « l'archange », le maire Christian Pillot et le docteur Alain Schlienger inaugurent un musée Mermoz sur la place du village : « À jamais, Aubenton gardera ta mémoire, Aubenton, ô Mermoz , que tu couvres de Gloire »[17].
- Sur la ligne A du métro Toulousain s'ouvre en 1993 une station Mermoz en référence à la rue Jean-Mermoz sur laquelle elle est située.
- En 1998, l'équipage de l'hydravion Lockheed PBY Catalina 9767, composé de Patrick Baudry, Franklin Devaux et Patrick Fourticq, qui avait refait sur les traces de Mermoz un périple qui l'avait emmené jusqu'à Santiago du Chili[18], se voit décerner le prix André de Saint-Sauveur de l'Académie des sports pour son exploit commémoratif[19].
- Les pilotes d'Air France ont longtemps porté la cravate noire (mais depuis peu peuvent opter pour du bleu marine), pour rappeler le deuil de Mermoz (et de Guynemer pour les militaires).
- Plusieurs stades portent le nom de Jean-Mermoz : entre autres, le stade de rugby à XV du Rouen Normandie rugby et le stade de football de l'AS Orly.
- Des collèges à Angers, Blagnac, Laon, Yutz, Marly, Wittelsheim, Biscarrosse, Faches-Thumesnil, Bois-Colombes, Saint-Laurent-de-la-Salanque, Chauffailles, ainsi que des lycées à Aurillac, Dun-sur-Meuse, Montpellier, Montsoult, Saint-Louis, Strasbourg, Vire et Wittelsheim portent le nom de Jean Mermoz, l'école primaire de Schiltigheim ainsi qu'une école primaire à Rethel, Annemasse et le boulevard Jean-Mermoz à Pierrefitte-sur-Seine et à Cagnes-sur-Mer.
- La célèbre Bugatti type 57 SC Atlantic est nommée ainsi par son concepteur Jean Bugatti en hommage à son ami
- Une école de pilotes de ligne à côté de l'aéroport de Paris-Orly s'appelle l'Institut Mermoz en son honneur.

### Amérique latine
Dans les pays latino-américains, la mémoire de Mermoz est vive.
- À Buenos Aires, capitale de l'Argentine, une plaque rappelle le lieu où se trouvait le bureau de l'Aéropostale. À l'aéroport, un monument est dédié à « Jean Mermoz y sus compañeros ». Au lycée franco-argentin qui porte son nom, construit en forme d'avion, les élèves ont dessiné des épisodes de sa vie pour le cinquantenaire de sa disparition.
- En Patagonie argentine, le Cerro Mermoz faisant partie de la crête du Cerro Fitz Roy a été nommé en son honneur. Deux autres sommets de la chaîne ont été baptisés d'après deux de ses compagnons de l'Aéropostale, Guillaumet et Saint Exupéry.
- Le Chili reste reconnaissant de l'avoir sorti de son isolement grâce au pont aérien qu'il organisa sur la cordillère des Andes. Santiago, la capitale, a baptisé une de ses artères en son honneur. On y trouve une stèle avec cette phrase de Joseph Kessel : « La route céleste l'attirait comme un aimant ».
- Une autre stèle lui est dédiée sur l'aéroport de Campos dos Alfonsos (aéroport militaire de Rio de Janeiro au Brésil).
- Une école primaire et collège porte le nom de Jean Mermoz à São Paulo, au Brésil[20].

### Québec
À Candiac, on trouve une avenue et un parc qui portent son nom :
- Avenue Mermoz ;
- Parc Mermoz.

### Émirats arabes unis
Un lycée français international, Lycée français Jean-Mermoz a été créé en 2017 à Dubaï.

### Sénégal
À Dakar, on trouve plusieurs lieux qui rappellent son passage :
- un hôtel sur l'avenue Albert-Sarraut porte le nom de l'hydravion dans lequel il disparut, le Croix-du-Sud ;
- l'un des plus prestigieux quartiers situé à 4 km du centre-ville porte son nom ; ce quartier est au bord de l'ancienne piste d'atterrissage de la base française ;
- le lycée français de Dakar porte son nom.

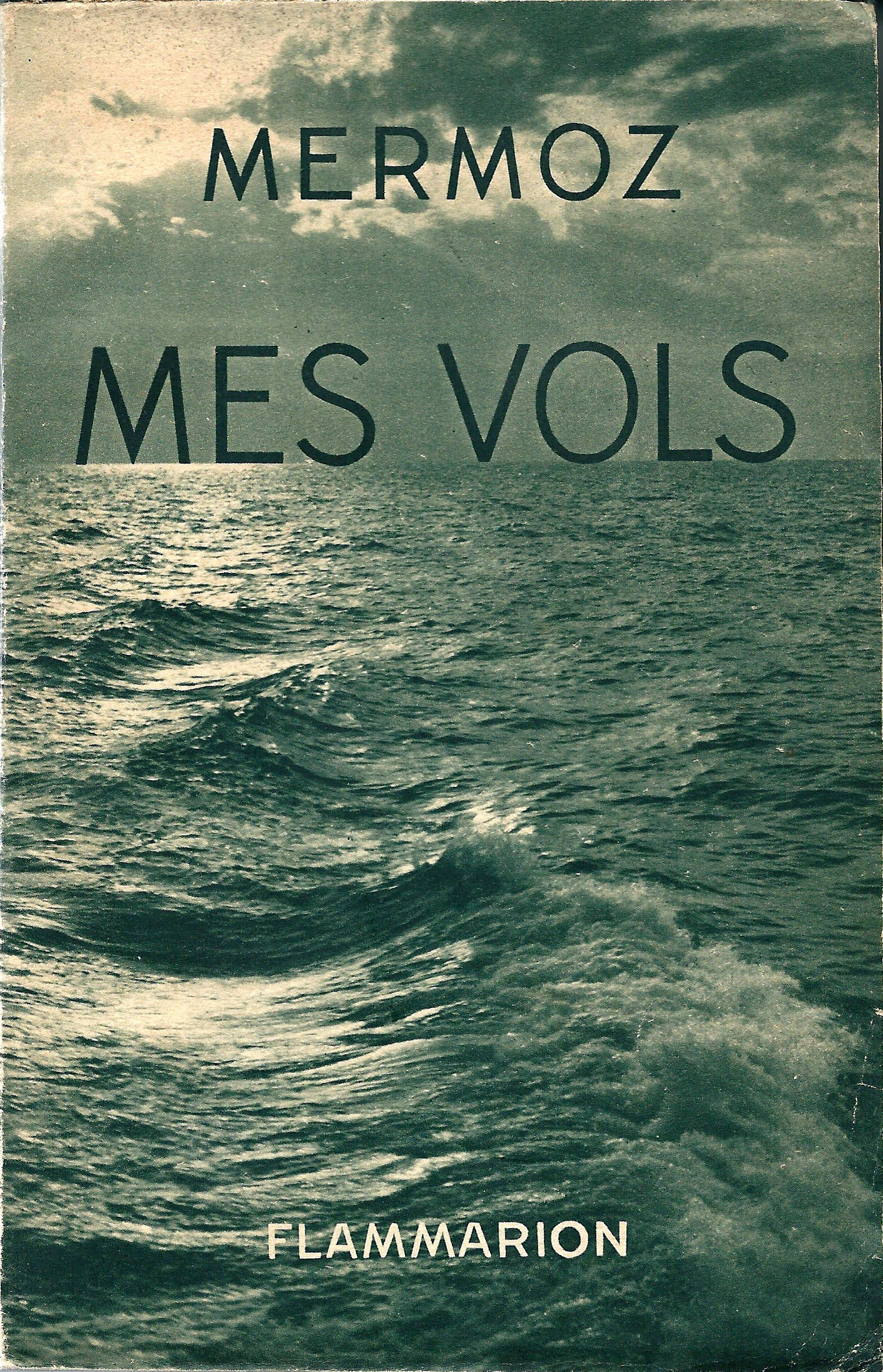
Mes vols par Jean Mermoz.

### Côte d'Ivoire
Lycée international Jean-Mermoz à Abidjan.

### Algérie
Le village Bou Henni reçut le nom de Jean-Mermoz, en 1936, en hommage à l'aviateur qui avait survolé l'Afrique.

## Œuvres et citations

### Citations de Mermoz
- « L'accident, pour nous, ce serait de mourir dans un lit[21]. »
- « Ce sont les échecs bien supportés qui donnent le droit de réussir[22]. »
- « La vie moderne autorise les voyages, mais ne procure pas d’aventure[23]. »
- « Tu sais, je voudrais ne jamais descendre[24]. »

### Ouvrages
- Mes vols, Flammarion, 1937.
- Lettres de Mermoz regroupées sous le titre Défricheur du ciel, Archipel.

### Filmographie
- D'abord prévu pour être réalisé par le célèbre cinéaste, Jean Dréville, qui ne put aller au bout du projet en raison de la guerre, le film Mermoz, fut finalement mis en scène par le réalisateur Louis Cuny, et présenté en salles, le 3 novembre 1943. Il avait pour acteur principal, un comédien de théâtre inconnu, mais dont la ressemblance avec le pilote était marquante, Robert-Hugues Lambert. Malheureusement, ce dernier est dénoncé aux Allemands, pour homosexualité, et interné, au camp de Royallieu près de Compiègne, en mars 1943. Afin de finir le tournage du film, il fut remplacé pour des raccords de scène, par un jeune comédien qui deviendra célèbre, Henri Vidal. Mais pour restituer la voix de Robert-Hugues Lambert, l'équipe du film réussit à entrer clandestinement en contact avec le prisonnier, et à lui faire enregistrer les dialogues des scènes tournées avec Vidal, à l'aide d'un micro tendu au travers des barbelés. Lambert fut ensuite malheureusement déporté au camp de Buchenwald et mourut au camp de Flossenbürg, en 1945.
- Après-guerre, en 1949, les aventures de l'Aéropostale sont portées au grand écran, par Henri Decoin, sur un scénario de Joseph Kessel, sous le titre, Au grand balcon, du nom de l'hôtel toulousain qui accueillait les pilotes et le personnel de la compagnie. Le rôle de Mermoz, rebaptisé Jean Fabien dans le film, y est tenu par Georges Marchal.
- En 1957, dans, S.O.S. Noronha, un film réalisé par Georges Rouquier, le comédien Jean Marais interprète le rôle du chef de la station française de l'île brésilienne de Noronha qui sert à guider les avions de l'Aéropostale franchissant l'Atlantique vers Dakar au Sénégal. Le jour où Jean Mermoz tente une nouvelle fois d'effectuer cette liaison à bord de son hydravion Latécoère 28.3, une mutinerie éclate au pénitencier de l'île et les forçats veulent détruire la station mettant en péril le vol de Mermoz.
- Le 13 décembre 1966, l'ORTF diffuse lors de son journal télévisé Les actualités françaises, un petit documentaire Il y a trente ans, Mermoz[25].
- En 1967, un documentaire Le destin de Jean Mermoz produit par Pierre Miquel et réalisé par Adrien Papazian à partir de documents d'archives est diffusé par l'ORTF dans le cadre des Jeudis de l'Histoire[26].
- Dans la mini-série téléfilm, L'Aéropostale, courrier du ciel, de Gilles Grangier, diffusée sur FR3, entre décembre 1980 et janvier 1981, le personnage de Mermoz apparait sous les traits du comédien, Jean-Pierre Bouvier.
- Dans le téléfilm de Robert Enrico, réalisé en 1994, Saint-Exupéry : La Dernière Mission, son rôle est joué par le comédien Frédéric van den Driessche.
- Dans le film, hommage à Guillaumet, produit et réalisé par Jean-Jacques Annaud, en images IMAX 3D, Guillaumet, les ailes du courage, diffusé depuis 1996 au Futuroscope, son rôle y est tenu par l'acteur américain, Val Kilmer.
- En 1999, dans le film, Le Plus Beau Pays du monde, le réalisateur, Marcel Bluwal, relate l'histoire du tournage du film, Mermoz de 1943, ainsi que les derniers mois de la vie du comédien Robert-Hugues.